# Тёрёчик, Андраш
А́ндраш Тё́рёчик (венг. Törőcsik András; 1 мая 1955, Будапешт — 9 июля 2022, там же) — венгерский футболист, нападающий.
Наиболее известен по выступлениям за клуб «Уйпешт-Дожа». В составе сборной Венгрии принимал участие в финальных турнирах чемпионатов мира 1978 и 1982 годов.

## Карьера

### Клубная
В двенадцатилетнем возрасте стал игроком юношеской команды «Вашуташ», в которой играл 7 лет. Летом 1974 года перешёл в столичный клуб «Уйпешт-Дожа». Благодаря хорошей технике, умению забивать голы и отдавать партнёрам неожиданные для соперника передачи, Тёрёчик быстро стал одним из новых лидеров команды. В составе «Уйпешта» Тёрёчик трижды становился чемпионом Венгрии и обладателем Кубка. Дважды, в 1977 и 1981 годах Тёрёчик входил в число лучших игроков Европы по результатам опроса журнала «France Football».
Тёрёчик был любимцем болельщиков «Уйпешта», которые поддерживали его скандированием кричалки «Танцуй, Тёрё!» (венг. Táncolj, Törő!).
В межсезонье 1985 года Терёчик стал игроком французского клуба «Монпелье». Венгерская футбольная федерация разрешала футболистам заключать зарубежные контракты только после достижения тридцатилетнего возраста, поэтому Тёрёчик смог уехать в иностранный клуб уже миновав пик своей карьеры. Во Франции Андраш отыграл один сезон, принял участие в 31 официальном матче «Монпелье» и забил 4 гола, из них в Дивизионе 2: 26 матчей, 3 гола. Завершал карьеру на родине, в венгерских клубах «Волан» и МТК.

### В сборной
В составе сборной Венгрии дебютировал 13 октября 1976 года в товарищеской игре со сборной Австрии в Вене, в которой гости добились победы со счётом 4:2. Первый гол за сборную забил 9 февраля 1977 года в Лиме, в ворота сборной Перу, что не помешало перуанцам одержать победу со счётом 3:2.
Первой официальным матчем Тёрёчика за сборную Венгрии стала стыковая встреча в Будапеште со сборной Боливии в рамках отборочного турнира чемпионата мира-1978 29 октября 1977 года, на 18-й минуте Тёрёчик сделал счёт 2:0 в пользу венгерской команды, а окончательный результат встречи — 6:0 в пользу хозяев поля. В ответном матче Тёрёчик открыл счёт на 36-й минуте, а в итоге венгры добились победы со счётом 3:2 и вышли в финальный турнир. 1977 год вообще стал для Тёрёчика очень успешным на уровне сборной: он стал одним из лучших бомбардиров команды, забив 7 мячей; столько же было на счету его партнёра по атаке Тибора Ньилаши. В финальном турнире чемпионата мира Тёрёчик принял участие в двух встречах, в концовке матча открытия против сборной Аргентины судья удалил Тёрёчика и Ньилаши с поля за грубость. В итоге сборная Венгрии проиграла все три матча в группе и выбыла из турнира.
В отборочном турнире чемпионата Европы 1980 года Тёрёчик сыграл всего в двух играх, но стал одним из ключевых игроков венгерской команды в матче со сборной СССР в Тбилиси 19 мая 1979 года, который закончился со счётом 2:2. Тёрёчик переигрывал игроков обороны советской сборной и отдал голевую передачу Ласло Пустаи, когда тот забивал второй гол в ворота сборной Советского Союза. В отборочном турнире чемпионата мира 1982 года Тёрёчик сыграл во всех восьми матчах команды и перед стартом финальной части чемпионата рассматривался как один из ведущих игроков сборной Венгрии. Тёрёчик принял участие в двух матчах, не забив ни одного мяча, а венгерская команда снова не смогла преодолеть первый групповой этап, заняв третье место в группе.
Андраш Тёрёчик входил в число основных футболистов сборной Венгрии и в отборочном турнире чемпионата Европы-1984, выходил на поле в 5 матчах, забил один гол: 3 декабря 1983 года в ворота сборной Греции. К тому моменту обе команды уже лишились шансов на продолжение борьбы. Мяч в ворота греков стал для Андраша Тёрёчика последним за сборную. Хотя он был вызван в тренировочный лагерь сборной Венгрии для подготовки к чемпионату мира 1986 года, Тёрёчик получил травму и в заявку сборной на чемпионат не попал.
Всего за сборную Венгрии с 1976 по 1984 год провёл 45 матчей и забил 12 мячей.

## Достижения
- Чемпион Венгрии (3): 1974/75, 1977/78, 1978/79
- Обладатель Кубка Венгрии (3): 1974/75, 1981/82, 1982/83